# Ив Рутланд
Ив Рутланд (на английски: Eva Rutlland) е американска писателка на бестселъри в жанра любовен роман.

## Биография и творчество
Ив Рутланд е родена на 15 януари 1917 г. в Атланта, Джорджия, САЩ. Баща ѝ е фармацевт, а майка ѝ е учителка. Учи в училища за чернокожи и завършва с бакалавърска степен колежа „Спелман“ през 1937 г.
След дипломирането си работи в продължение на 4 години като касиер в колежа „Майлс“ в Бирмингам, Алабама. Там среща Уилям Гилбърт Рутланд, тогава помощник-ръководител на федерален жилищен проект. След 4 години се омъжва за него. Той е един от първите цветнокожи, които се обучават за цивилни летци, и впоследствие работи за Военновъздушните сили. Заради работата му те се преместват първо в Охайо, а след това в Сакраменто, Калифорния. Там те построяват своя дом и отглеждат четирите си деца.
Започва да пише в края на 40-те си години. Първата ѝ документална мемоарна книга „The Trouble With Being Mama: A Negro Mother on the Anxieties and Joys of Bringing Up a Family“ е издадена през 1964 г. Тя описва живота на чернокожите в условията на сегрегираното общество.
През 1985 г. е публикуван първия ѝ любовен роман „Report of Love“.
Постепенно писателката ослепява и ползва диктофон, а после и гласов синтезатор на компютъра си. След пенсионирането на съпруга ѝ той актовно и помага в редактирането на текстовете.
През 2000 г. е публикуван полуавтобиографичния ѝ роман „No Crystal Stair“. През същата година е удостоена с наградата „Golden Pen“ за цялостно творчество.
Ив Рутланд умира на 12 март 2012 г. в Сакраменто, Калифорния.

## Произведения

### Самостоятелни романи
- Report of Love (1985)
- To Love Them All (1988)
- At First Sight (1988)
- Matched Pair (1989)
- The Vicar's Daughter (1990)
- Enterprising Lady (1990)
- No Accounting for Love (1990)
Роден с късмет, изд.: „Арлекин България“, София (1994), прев. Николай Кузманов, Борислав Иванов
- The Wilful Lady (1991)
- Always Christmas (1992)
- Gretna Bride (1992)
- Foreign Affair (1993)
Споделени чувства, Арлекин България“, София (1995), прев. Мая Петрова
- Marriage Bait (1996)
- A Child's Christmas (1997)
- The Wedding Trap (1997)
- Her Own Prince Charming (1999)
- No Crystal Stair (2000)
- Almost a Wife (2000)
- Heart and Soul (2005)

### Участие в общи серии с други писатели

#### Серия „Съвременна жена“ (Today's Woman)
- Private Dancer (1995)

от серията има още 5 романа от различни автори

#### Серия „Вихърни сватби“ (Whirlwind Weddings)
- The Million-dollar Marriage (1998)

от серията има още 12 романа от различни автори

### Сборници
- Just Add Children (1995) – с Кати Гилън Тъкър и Елиз Тайтъл
- Sisters (1996) – с Анита Бънкли и Сандра Кит
- Girlfriends (1999) – с Анита Бънкли и Сандра Кит

### Документалистика
- The Trouble With Being Mama: A Negro Mother on the Anxieties and Joys of Bringing Up a Family (1964)
- When We Were Colored: A Mother's Story (1964, 2007)